# Зедделеры
Зедделер (нем. Seddeler) — русский дворянский род.
Происходит из Богемии. Иоанн Зедделер (нем. Emmanuel Johann Nepomuk Seddeler; 1730 Прага — 1799 Санкт-Петербург), министр-резидент великого герцога тосканского в Санкт-Петербурге, получил австрийское баронское достоинство в 1782 году.
- Логин Иванович Зедделер (1791 СПб —1852 СПб) — барон, генерал-лейтенант; воспитание получил в австрийской Терезианской академии, был австрийским гусаром, ранен при Ваграме.
  - дочь Мария Фредерика (1825 Могилёв—1868 СПб) — баронесса, в 1849 вышла замуж за полковника Александра-Магнуса-Фридриха Петровича Веймарна (1824—1905 Дрезден) (С 1859 года князь Барклай-де-Толли-Веймарн)
    - сын Логин Александрович Барклай-де-Толли-Веймарн (1853 СПб — 1903 СПб), петергофский уездный предводитель дворянства и деятель Петербургского земства

  - Логин Логинович Зедделер (1831 СПб —1899 СПб) — барон, генерал-лейтенант от инфантерии (пехоты), сын Логина Ивановича Зедделера.
    - Александр Логинович Зедделер (1868—1924) — полковник императорской армии[2], жена — Юлия Феликсовна Кшесинская (1866—1969)

Высочайше утверждённым 2 декабря 1845 года мнением Государственного Совета генерал-майор Людвиг (Логин, сын Эммануила-Иоанна-Непомука) Иванович Зедделер, с нисходящим его потомством, признан в баронском достоинстве.